# Ahmed Urabi
Ahmed Urabi (en arabe :أحمد عرابي), également appelé Urabi Pacha ou Orabi Pacha, né probablement le 31 mars 1841 près de Zagazig et mort le 21 septembre 1911 au Caire est un général et homme politique égyptien.
Il conduit la première révolte nationaliste égyptienne contre le pouvoir des Khédives turc puis contre la domination européenne lors de la guerre anglo-égyptienne de 1882.

## Jeunesse

### Origine
Ahmed Urabi est né dans une famille de paysans aisés, dans un village près de Zagazig à 80 kilomètres au nord du Caire, dans la province d'Ash Sharqiyah. Dans son village il suit une éducation classique : il apprend par coeur le Coran puis son éducation est confiée à un comptable copte local qui lui apprends à lire écrire et compter. En 1849, il est envoyé à l'université islamique d'Al-Azhar mais il est tiré au sort pour intégrer l'armée dès 1855.

### Carrière militaire
Il a une carrière prometteuse dans l'armée égyptienne, puisqu'il devient l'un des premiers officiers d'origine égyptienne : il est capitaine à 18 ans et dès 1860, alors qu'il a à peine 20 ans, le plus jeune colonel de cette armée. Il devient l'aide de camp de Mohamed Saïd Pacha.
Mais, à partir de 1863, et le règne d'Ismaïl Pacha, le traditionnel biais en faveur des officiers turco-circassiens (traçant leur origine du temps des mamelouks) devient prépondérant, et il n'obtient pas d'autre promotion jusqu'en 1879.

## Révolte et ascension au pouvoir

### Mutinerie de 1881
Dès 1876, après la défaite en Éthiopie et la cure d'austérité imposée à l'armée, conséquence de la banqueroute égyptienne, le moral des troupes se dégrada, ce qui conduisit a des manifestations des soldats d'origine égyptienne en 1879 contre le gouvernement du Khédive Ismaïl Pacha. C'est le début du mouvement connu sous le nom de révolte d'Urabi Pacha, dont Ahmed Urabi deviendra le porte-parole.
Ismaïl Pacha sera suspecté d'avoir éventuellement fomenté les troubles de 1879 pour s'opposer à l'ingérence franco-britannique dans les affaires égyptienne : il est démis en faveur de son fils, Tawfiq.
Ahmed Urabi se joint aux réformateurs pour dénoncer l'influence occidentale dans le pays et faire valoir les revendications des militaires d'origine égyptienne, notamment l'égalité de traitement sans distinction de race ni de religion. Il adresse, avec deux autres officiers, une pétition au ministre de la Guerre. Il est alors arrêté, ce qui provoque une mutinerie dans les rangs militaire en février 1881 : le ministère de la guerre est mis à sac et Ahmed Urabi est libéré par les mutins, qui occupent alors la place Abdine (palais du Khédive) jusqu'à la démission du ministre de la Guerre, le circassien Uthman Rifqi qui avait réduit le nombre de soldat d'origine égyptienne dans l'armée. Mahmoud Sami El Baroudi deviens alors ministre de la Guerre. Ce dernier est circassien mais il est proche d'Urabi et des révoltés.
Urabi apparaît alors à la tête d'un mouvement nationaliste naissant en Égypte qui regroupe des soldats, journalistes, avocats, etc. Il se sent alors menacé par les pouvoirs du Khedive qui veut muter son régiment à Alexandrie pour l'éloigner des centres du pouvoir. C'est pour cela que lorsque le ministre de la Guerre est remplacé par le beau-frère du Khedive, le 9 septembre 1881, Urabi, à la tête de 2500 hommes et 20 canons se rend devant le palais de Abdine. Il revendique une augmentation des effectifs de l'armée, le renvoi du gouvernement et la création d'une chambre de délégués pour la rédaction d'une Constitution. Cette action est un succès puisque Mahmoud Sami El Baroudi est nommé de nouveau au ministère de la Guerre et Urabi deviens sous-secrétaire d'État à la Guerre.

### Urabi au gouvernement
Pour apaiser la situation, El Baroudi demande à Urabi de quitter la ville, Urabi accepte alors de transférer son régiment à Tell el-Kébir dans le gouvernorat de Charqiya, lors de ce transfert se tient une procession dans le centre-ville du Caire lors de laquelle Urabi est acclamé par les foules du Caire comme un héros national.
Le 2 février 1882, après un remaniement causé par la démission du premier ministre ohammad Cherif Pacha, El Baroudi deviens premier ministre et nomme alors Urabi au ministère de la guerre. Il va alors renouveler le corps des officiers en mettant 500 officiers à la retraite et en promouvant 500 autres personnes, ainsi pour la première fois, des Égyptiens accèdent au rang de Général.
Il conduit alors une réforme pour instituer une assemblée parlementaire en Égypte et, pendant les derniers mois de la révolte (de juillet à septembre 1882), il obtient le poste de premier ministre.

### Intervention franco-britannique (1882)
Ces événements vus comme une révolte nationaliste pouvant porter atteinte aux intérêts européens en Égypte entraînent la réaction des gouvernements français et britannique. Après avoir été nommé commandant en chef des forces armées, bénéficiant de l'appui de l'armée et des oulémas, Urabi parvient à interdire l'accès du port d'Alexandrie aux flottes française et britannique quand s'engage la guerre anglo-égyptienne lors de laquelle l'armée égyptienne est défaite de manière décisive à la bataille de Tel el-Kebir.

## Fin de vie  (1882-1911)
Ahmed Urabi est alors condamné à mort par le Khédive mais la sentence est commuée en exil sous la pression de Lord Dufferin, envoyé comme commissaire britannique en Égypte. Après un exil de 19 ans dans la colonie anglaise de Ceylan, Urabi rentre au Caire où il meurt, le 21 septembre 1911.

### Franc-maçonnerie et postérité
Il fut membre de la franc-maçonnerie, affilié dans les années 1880 à la loge "Mahfal al Wattani" à l'Orient du Caire, loge affiliée au Grand Orient de France. À l'époque de Nasser, la figure d'Ahmed Urabi est reprise par la propagande du régime. Le personnage a à la fois une signification politique dans la politique intérieure égyptienne et dans la lutte anti-impérialiste, ce qui est souligné à la fois au Caire et au Sri Lanka. Enfin, L'intervention de Ahmed Urabi dans l'histoire de l'Egypte témoigne, à la fois de la vague du développement national qui vient de la Révolution Française, et de la permanence de l'intervention de l'armée dans l'histoire du pays (tradition Mamelouk).

## Décorations
Empire ottoman  : Ordre du Médjidié